# Antoni Brynk
Antoni Brynk (ur. 1 marca 1850, zm. 30 maja 1925) – generał lejtnant Marynarki Wojennej Imperium Rosyjskiego.

## Życiorys
Antoni Brynk urodził się na Wileńszczyźnie w zaborze rosyjskim. Był stryjecznym bratem kontradmirała Zygmunta  Brynka. W 1872 roku ukończył Morską Szkołę Artylerii w Kronsztadzie, natomiast od 1877 do 1878 roku dokształcał się w Michajłowskiej Akademii Artyleryjskiej w Petersburgu.
W początkowym okresie służby pływał jako oficer techniczny na okrętach różnych klas. Następnie w Obuchowskich Zakładach Zbrojeniowych pracował nad kolejnymi generacjami dział okrętowych. W latach 1888–1893 zajmował posadę flagowego oficera artylerii w sztabie Eskadry Ćwiczebnej, po czym został wyznaczony na stanowisko naukowe profesora w Michajłowskiej Akademii Artyleryjskiej. W 1899 roku objął funkcję zastępcy głównego inspektora artylerii morskiej, a od 1907 roku kierował Głównym Inspektoratem Artylerii Morskiej. Był także przewodniczącym Komisji Morskich Prób Artyleryjskich (lata 1902-1907) oraz członkiem Komitetu Artyleryjskiego w Głównym Urzędzie Artylerii (lata 1908-1912). 
W 1912 roku został zwolniony z czynnej służby wojskowej na własną prośbę. Po odejściu z wojska związał się z przemysłem zbrojeniowym - pracował jako dyrektor Fabryki Putiłowskiej w Petersburgu. W 1918 roku przybył do Polski i osiedlił się wraz z rodziną w Warszawie. Był członkiem zarządu Wytwórni Broni w Starachowicach. Zmarł 30 maja 1925 roku.